# 부관 페리
부관 페리란 대한민국의 부관훼리와 일본의 관부 훼리에서 운행하는 부산항과 시모노세키항 사이의 연락선을 말한다. 부관훼리 사의 선박은 성희호, 관부 훼리의 선박은 하마유호이다.

## 같이 보기
- 부관연락선